# Pavel Helebrand

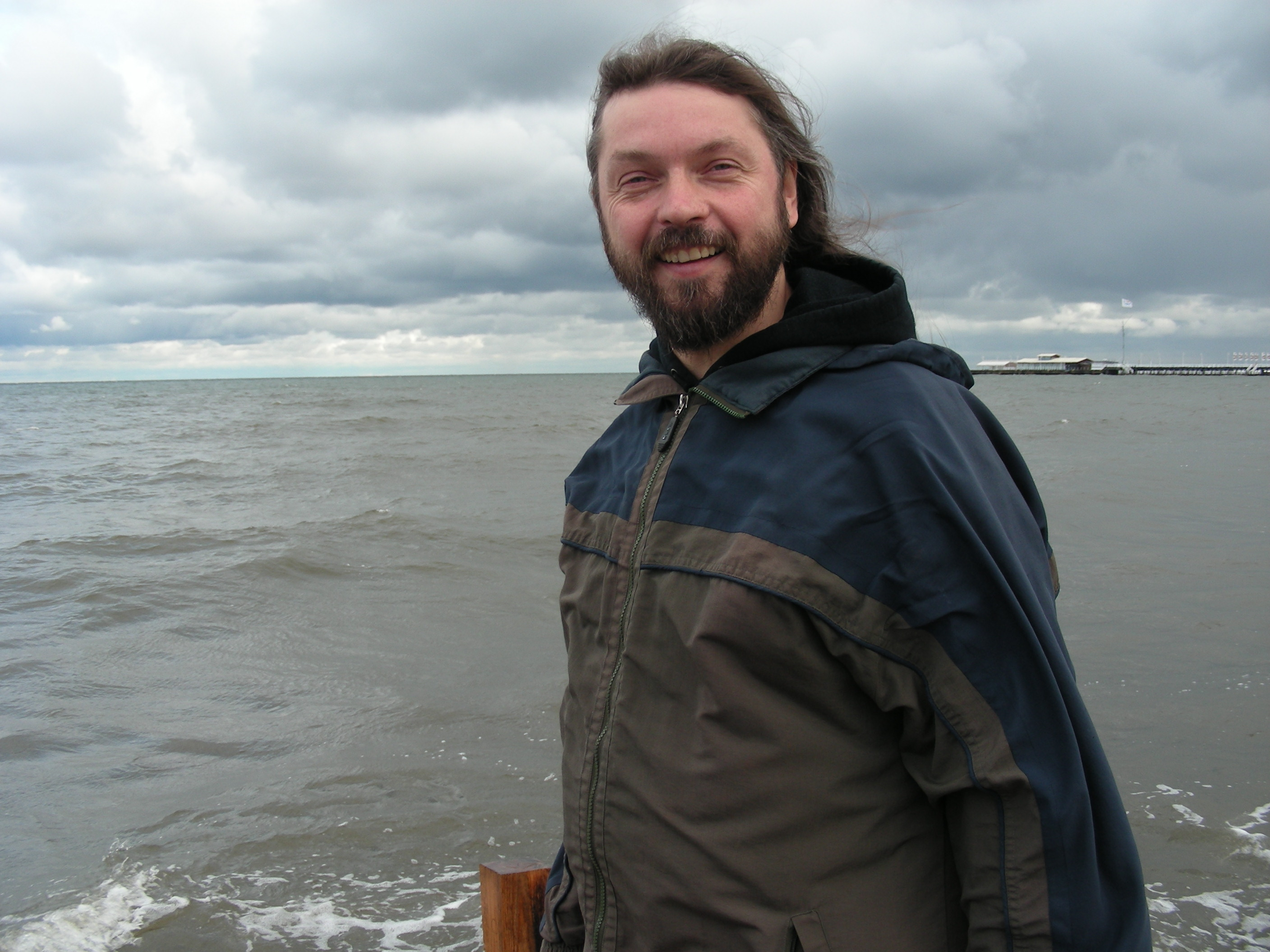
Pavel Helebrand (2009)

Pavel Helebrand (ur. 25 października 1960 w Opawie) – współczesny czeski kompozytor.